# Cryphia cuerva
Cryphia cuerva là một loài bướm đêm thuộc họ Noctuidae. Loài này có ở British Columbia và Alberta, phía nam đến California.
Sải cánh dài khoảng 24 mm. Con trưởng thành bay từ tháng 7 đến tháng 10 ở California và từ tháng 7 đến tháng 9 ở Oregon.